# Mannanafnanefnd
La Mannanafnanefnd [ˈmanːaˌnapnaˌnɛmt] è un comitato che tiene un registro ufficiale di nomi di persona islandesi approvati e regola l'introduzione di nuovi nomi di persona nella cultura dell'Islanda.
Il comitato fu istituito nel 1991 per determinare se i nuovi nomi di persona non precedentemente usati in Islanda fossero adatti per una integrazione nella lingua e cultura del paese.
Il comitato è composto da tre persone, in carica per 4 anni, scelte, uno dal ministro della Giustizia, uno dalla facoltà di Filosofia dell'Università d'Islanda e uno dalla facoltà di Giurisprudenza dell'Università.
Un nome non già sulla lista ufficiale dei nomi approvati deve essere presentato al comitato di denominazione per l'approvazione. Un nuovo nome è considerato per la sua compatibilità con la tradizione islandese e per la probabilità che esso possa causare imbarazzo al portatore. Il nome deve essere compatibile con la grammatica islandese e non ci devono essere lettere non presenti nell'alfabeto islandese.
Il registro redatto fino al 2012 conteneva 1712 nomi di persona maschili e 1853 nomi di persona femminili.